# Лапин, Александр Викторович (1975)
Александр Викторович Лапин (род. 7 октября 1975, Липецк) — российский футболист, вратарь.

## Биография
Воспитанник липецких ДЮСШ-6 и СДЮШОР «Металлург». Начинал играть в 1996 году в любительских клубах «Динамо-Металлург» Липецк и «Спартак» Казинка. Практически всю карьеру провёл в командах второго дивизиона «Венец» Гулькевичи (1997), «Химик» / «Сибур-Химик» Дзержинск (1998—2002, в двух последних сезонах сыграл только в шести матчах, выходя на замену в концовке встречи. 16 июля 2002 года в игре против «Волги» Ульяновск вышел на 89-й минуте как полевой игрок), «Локомотив-НН» (2003), «Биохимик-Мордовия» (2004), «Мордовия» (обе — Саранск, 2004—2005), «Металлург» Липецк (2006), «Истра» (2008—2009). В 2007 году в составе клуба «Мика» Ереван в шести играх чемпионата Армении пропустил 7 голов. Завершал карьеру в любительских клубах «Сокол» Липецк (2010), «Данков» (2011—2014).